# Gnophomyia subobliterata
Gnophomyia subobliterata är en tvåvingeart som beskrevs av Alexander 1946. Gnophomyia subobliterata ingår i släktet Gnophomyia och familjen småharkrankar. Inga underarter finns listade i Catalogue of Life.